# アジア・ゼロエミッション共同体
アジア・ゼロエミッション共同体（AZEC）（アジア・ぜろゼロエミッションきょうどうたい）は、太平洋地域の11カ国のパートナー国が参加し、域内のカーボンニュートラル／ネット・ゼロ排出に向けた協力のための枠組みである。

## 概要
AZECは、2022年1月に当時の岸田首相が、「アジア各国が脱炭素化を進めるとの理念を共有し、エネル ギートランジションを進めるために協力すること」を目的として提唱した構想である。2023年3月にAZEC閣僚会合が開催され、11か国の共同声明を発出した。

### パートナー国
- 日本
- オーストラリア
- インドネシア
- ベトナム
- タイ
- マレーシア
- フィリピン
- シンガポール
- ラオス
- カンボジア
- ブルネイ

## 背景

### アジアにおける脱炭素化の重要性
アジア地域は、経済成長やエネルギー需要の増加に伴い、 温室効果ガス排出量を1990年から2023年現在までに3倍以上に増加させている。 同時に、1990年時点では、欧米の排出量が世界の排出量の3分の2を占めていたのに対し、2023年現在はアジア地域が 世界の排出量の半分以上を占める。アジア地域の脱炭素化は、世界のカーボンニュートラル実現に向けての鍵となる。

### 経済成⻑・エネルギー安全保障・ 脱炭素の同時達成
カーボンニュートラルは各国共通の目標ではあるが、その道筋は各国の実情に応じて多様かつ現実的であるべきだ。 今後更なる経済成長が見込まれる中、経済成長とエネルギー安全保障を両立させ、カーボンニュートラルを目指すことが重要である。 エネルギー需要の急増、再生可能エネルギーポテンシャルの偏在、島嶼部が多く、大陸でもグリッドのカバレッジが狭い、グリッド間の連結性も低い、パイプライン は限られておりガス供給はLNGが中心となっているなどのアジアのエネルギー事情を考慮すると、3E（環境、経済、 安定供給）を確保できる単一のアプローチはなく、多様なアプローチを検討する必要がある。

## 各国のエネルギー移行の動向

### オーストラリア
オーストラリア連邦は、2030年までに43%排出削減（2005年比）、2050年までにネット・ゼロエミッションという排出削減目標を掲げている。また2030年までに再生可能エネルギーによる電力供給を82%にするという目標を掲げている。

#### 主要政策
- 国家再生基金により、再生可能エネルギーによる製造と低排出技術の導入を支援する。
- 地域振興基金により、クリーンエネルギー新産業の育成及び既存産業の脱炭素化の優先課題を支援する。
- 初の国家電気自動車戦略により、排出量を削減し、電気自動車の普及を加速する。
- 再生可能エネルギーによる水素生産についての専門知識を国内で構築し、国際的なサプライチェーンを形成する。

### ブルネイ
ブルネイ・ダルサラームは、2030年までに温室効果ガス排出量をBusiness-As-Usual（BAU：気候変動対策を実施しなかった場合）レベルに対して20%削減し、2050年にネット・ゼロを達成する目標を設定する。

#### ブルネイ・ダルサラーム国家気候変動政策の主要戦略
- 50万本の植林を目標に、植林と再植林を通じて炭素吸収量を増加する。
- 2035年までに、再生可能エネルギーの割合を総発電量の30%以上にする
- 2035年までに、電力消費の需給管理を改善することにより、GHG排出量を少なくとも10%削減する。

### カンボジア
現在、カンボジア王国に設定される発電設備容量の62％が再生可能エネルギーであり、2050年までにネット・ゼロ・エミッションを達成することを目標としている。その中心は、再生可能エネルギーの統合、エネルギー効率の向上、電化の拡大である。カンボジアは電力開発計画2022-2040を改定し、2030年までに再生可能エネルギーの発電設備容量を70％にすることを目標としている。
カンボジアは国産石炭のフェードアウトに取り組んでおり、メコン川本流に水力発電を建設しないというコミットメントを守っている。カンボジアは、2030年までにエネルギー消費量を19％削減するという国家エネルギー効率化政策2022-2030に沿って、国家エネルギー効率化委員会を設立した。

#### カーボンニュートラルのためのカンボジア長期戦略
- 2050年までに電気自動車と都市バスを40％、電動バイクを70％にすることを約束し、 2021年には電気自動車の輸入関税を引下げた。
- 国内の電気自動車組立工場への投資を奨励
- 年間 100万本以上の植林を行い、森林被覆率60％を達成することを目標とする。

### インドネシア
インドネシア共和国は、カーボンニュートラルと気候変動対策に取り組んでおり、パリ協定を批准し、NDCを29%から32%に 引き上げた。FITを活用して再生可能エネルギーを導入し、 地熱発電、屋根置き太陽光発電、省エネルギーなどあらゆる対策を実践している。 最近、発電におけるカーボン・キャップ・アンド・トレードを 開始し、AZECやJETPとの多国間パートナーシップ、オー ストラリアとの二国間パートナーシップなどの国際的な支援を受けて、2030年以降の石炭火力発電の設置・拡張を行わず、既設の石炭火力発電所の退役を推進することを決定した。 
インドネシアは、再生可能エネルギーの導入を加速すると同時に、天然ガスをエネルギー移行期のエネルギー源として重要視し、バイオエネルギー、地熱、水素、アンモニア、CCS/ CCUSを利用し、電気自動車も推進する。 インドネシアでは、エネルギー管理を通じて産業と建物にお けるエネルギー効率化を促進し、家電製品の最低エネル ギー性能基準を通じて家庭におけるエネルギー効率化を促進している。2023年6月、インドネシア政府は省エネルギーに関する新しい政府規則第33/2023号を発行した。これは、特定の産業、建築物、運輸部門に対する エネルギー管理の実施を義務付けるものである。

### ラオス
アジアのバッテリーと呼ばれるラオス人民民主共和国は、豊富な水力発電 （32TWh：320億KWh）をタイやベトナムに輸出している。
発電量（40TWh：400億KWh）は水力（71%）と石炭火力（28％）で構成されている。輸出電力量（32TWh： 320億KWh）は水力発電容量とほぼ同じである。
一方、水力発電は雨季に輸出され、乾季に輸入されるという季節変動が課題となっている。
ラオスは国内石炭資源が豊富なため、ベースロードを石炭火力に依存している。2030年のラオスの計画は、水力発電（75%）、石炭火力発電（14%）、太陽光発電（11%） である（現在のポートフォリオは水力発電（71%）と石炭火力発電（28%）である）。

### マレーシア
マレーシアは、2030年に経済全体の炭素集約度（対GDP）を2005年比で45%削減予定だ。 マレーシアは2023年8月に国家エネルギー移行ロードマップ（NETR）を発表した。NETRのResponsible Transition Pathway 2050（RT2050）では、エネルギー 部門の温室効果ガス排出量を2億5900万トン（CO2 換算）（2019年）から1億7500万トン（CO2 換算）（2050年） へ32%削減するとしている。 2050年までの一次エネルギー総供給量（TPES）は、天 然ガス（56%）、再生可能エネルギー（22%）、原油・石油 （21%）、石炭（1%）で構成される。再生可能エネルギー（RE）の発電設備容量は70%に増加し、石炭発電所は新設しない。 NETRは、エネルギー効率（EE）、再生可能エネルギー （RE）、水素、バイオエネルギー、グリーンモビリティ、炭素 回収・利用・貯留（CCUS）という6つの移行分野と、マ レーシアを低炭素経済に移行させるための50のイニシアチブを特定。 NETRはまた、エネルギー移行に取り組むために必要なさまざまなレベルの技術とソリューションを実証する10のフラッグシッププロジェクトの概要も示している。

### フィリピン
フィリピン共和国のエネルギー移行の道筋は、再生可能エネルギー、省エネルギーとエネルギーの節減、水素やアンモニ ア、電気自動車、蓄電池システム、原子力発電などの新技術や新興技術に関する政策や対策を積極的に実施することで成り立っている。
フィリピンのエネルギー移行に欠かせないもう一つの要素 は、金融と技術へのアクセスである。
フィリピンは、発電量に占める再生可能エネルギーの割合を、現在の22%から2040年には50%まで引き上げること を計画している。 フィリピンでは、外国資本100%による再生可能エネル ギー・プロジェクトが認められている。加えて、LNGはエネルギー移行に重要な燃料であり、変動する再生可能エネル ギーによる影響を補完すると考えられている。

### シンガポール
シンガポール共和国は国土が狭く、代替エネルギーに恵まれない国である。にもかかわらず、シンガポールは2050年までに ネット・ゼロを達成することを目指している。電力部門の脱炭素化を図るため、シンガポールは3つのクリーン・エネル ギー源を活用している。
第一に、シンガポールで最も現実的な再生可能エネルギーである太陽光発電の導入を加速させている。シンガポール の太陽光発電導入量は1ギガワットピーク（GWp）を突破 し、2030年までに2GWpを導入するという目標達成に向け、半分以上進んでいる。 
第二に、地域のパートナーと協力して地域の電力網を整備 し、2035年までに最大4GWの低炭素電力を輸入する。 2023年、シンガポールはカンボジア、インドネシア、ベトナムから最大4.2GWの低炭素電力を輸入するプロジェクトに 条件付き承認を与えた。
第三に、水素や地熱などの新たな代替エネルギー源を模索 している。2022年、シンガポールは国家水素戦略を発表 した。シンガポールは今後、発電とバンカリングに低炭素アンモニアを利用する小規模商業プロジェクトの提案要請を実施し、最終選考に残った6つのコンソーシアムから主要開発者を特定する。これは、アンモニアを燃料として試験・ 展開する世界初の商業プロジェクトのひとつとなる。シンガ ポールはまた、発電のための深部地熱資源の可能性を研究してお り、全島を対象とした物理探査を実施する予定である。 脱炭素化を目指していても、天然ガスはシンガポールのエネルギー・ミックスにおいて重要な役割を果たし続ける。シンガポールは、最もクリーンな化石燃料である天然ガスを2000年から採用している。今後、天然ガス発電の効率を高めるための新たな規制を導入する予定だ。

### タイ
タイ王国は、2030年までに温室効果ガス排出量をBusiness As-Usual（BAU:気候変動対策を実施しなかった場合）から30%削減する予定である。 タイは、2022年国家エネルギー計画と2022年電力開発計画を実施し、2050年のカーボンニュートラル達成とエネ ルギー安全保障の両立に取り組んでいる。
タイは、CCUS、電気自動車、BESS（蓄電システム）、送電網の近代化、カーボンリサイクル、アンモニア、水素などの技術を導入する。 タイは5カ年CCUSロードマップ（2022-2027）を策定しており、CCUSに関する日本などのパートナーからの技術・ ファイナンス支援を期待している。タイは2030年にEVを30%まで拡大する。APEC首脳会議での合意を受け、タイは独自のバイオ・循環型・グリーン（BCG）経済モデルを推進している。

### ベトナム
ベトナム社会主義共和国は2050年にネットゼロを達成する目標を掲げてい る。第8次国家電力開発基本計画（PDP8）では、年間 GDP成長率を7%と予測しており、経済成長を満たすために需要に応じて供給する計画である。総設備容量は 2022年の80,704MWから2030年には150,489MW に増加する
ベトナムは2030年に5670億kWhの電力供給を目標としており、そのうち30.9%〜39.2%が再生可能エネルギーで ある。 LNGと陸上風力発電の開発を優先し、バイオマスと廃熱利用技術を導入する。屋根置き太陽光発電は、オフィスビルと住宅の50%に導入される。 2050年に向けては、洋上風力発電と蓄電池が開発され、 石炭火力発電所はバイオマスとの混焼やアンモニア専焼に移行する。

## AZEC首脳会合

### 第1回AZEC首脳会合
2023年12月18日、最初のAZEC首脳会合が東京で開催され、AZEC首脳共同声明が採択された。この最初の首脳会合には、岸田首相を含む11の加盟国の首脳らに加え、齋藤健経済業産大臣、ゲストのダニエル・ヤーギン氏、オブザーバーとしてERIAが参加した。

#### 採択された共同声明

##### 基本原則
- 各国の事情を踏まえた、多様で現実的な道筋の認識
- AZEC構想への支持、AZEC原則の共有
  1. エネルギー安全保障の確保、地政学的リスクの低減
  2. イノベーションを通じ、経済成長、エネルギー安全保障と両立する形で脱炭素化
  3. 各国の事情を踏まえた、多様で現実的な道筋、多様なエネルギー源・技術の重要性

#### 政策・プロジェクト
- ERIAにおける「アジア・ゼロエミッションセンター」の立上げ、政策支援
- AZECを支援する賢人会議の立上げ
- 現地の枠組み等を通じた官民協力
- トランジション・ファイナンスの重要性
- 製造業の競争力強化に向けたサプライチェーングリーン化 、公正で持続可能なビジネス環境整備
- エネルギー移行の協力やクリーンエネルギー取引市場の確立を視野に、他国へも働きかけ

#### 多様な道筋
- 再エネの規模拡大、離島マイクログリッド・ペロブスカイト等次世代太陽光の導入、SMR等の原子力の利用
- トランジション燃料としての天然ガス・ LNGの活用
- 電力部門、産業部門での、水素・アンモニア、バイオマス、CCUS、重要鉱物リサイクルの活用
- 運輸部門での、EV 、 水素や CCUS、重要鉱物リサイクルの活用 e-fuel、バイオ燃料といった多様な技術の活用
- ヒートポンプなど省エネ技術 の活用

### 第2回AZEC首脳会合
2024年10月11日、2回目のAZEC首脳会合がラオス・ビエンチャンで開催され、首脳共同声明「今後10年のためのアクションプラン」及び付属文書が採択された。この会合には、日本からは石破茂首相と武藤容治経済産業大臣が出席し、他の10のすべての加盟国も出席した。

## AZEC議員連盟
アジア・ゼロエミッション共同体議員連盟は、自民党が日本と東南アジア諸国などが連携して、地域の脱炭素化と経済成長を目指すことを目的とし、2024年12月に発足させた議員連盟。
12月19日に初会合を開き、これには約30人が出席した。
2025年5月3日から7日にかけ、岸田最高顧問を中心とする議連訪問団がインドネシア及びマレーシアを訪問した。